# Río Cère
El río Cère es un río de Francia, un afluente del río Dordoña por la izquierda. Nace a 1.450 m sobre el nivel del mar, en el puerto de Font du Cère, situado en el municipio de Lioran, en el macizo del Plomb du Cantal, en el departamento de Cantal. Desemboca en el Dordoña cerca de Bretenoux (Lot), tras un curso de 120,4 km.
Pasa por los departamentos de Cantal y Lot, y forma parte del límite sur del de Corrèze. No hay grandes poblaciones en su curso.
En su curso presenta gargantas, las Gorges de la Cère. Su curso se han aprovechado para la construcción de embalses hidroeléctricos, destacando el situado en Saint-Étienne-Cantalès. Sus gargantas se han aprovechado para la penetración del ferrocarril en el macizo Central.